# Христо Йоцов
Христо Йоцов е български композитор, аранжор и барабанист, джазмен.

## Биография
Христо Йоцов е роден през 1960 г. в семейство на музиканти. Завършва музикално училище и академия в класа по ударни инструменти на проф. Добри Палиев. Военната си служба (1979 – 81) отбива в Ансамбъла на строителни войски, където свири в духовия оркестър. Там прави и първите си опити като аранжор.
От 1982 г. свири с различни джаз групи в България и Европа. С „Акустична версия“ печели двете най-престижни европейски награди за джаз – през 1985 г. в Белгия и през 1986 г. в Германия. В периода 1982 – 89 г. е барабанист и аранжор на Биг-бенда на Българското радио.
От 1989 г. води клас по ударни инструменти в катедра „Поп и джаз“ в Музикалната академия „Панчо Владигеров“, професор. Свирил е със Симеон Щерев, Милчо Левиев, Йълдъз Ибрахимова, Теодосий Спасов, Томи Смит, Анди Скофийлд, Адам Пиерончик, Ерик Про, Стив Хамилтън, Тим Гарланд, Алексия, Реджи Уоркмън, Бени Мопин, Стийв Слегл, Том Харел и много други.
Един от най-активните и креативни музиканти на българската джаз сцена и основен двигател на много проекти.[източник? (Поискан днес)]
Характерно в дейността му на инструменталист и педагог е привличането на млади музиканти.
От 1995 г. свири предимно в собствени проекти с участието на български и чужди музиканти, за които създава оригинална музика. Има издадени над 30 албума за български и чуждестранни компании.

## Творчество
Автор на музика и аранжименти за джаз формации, биг-бенд, симфонична, филмова и театрална музика (Театър 199, Театър „София“, Столичен куклен театър).
Сред творбите му са:
- програмата „Началото“ за кларинет, ударни и камерен оркестър (1998),
- Концерт за кларинет и симф. оркестър (2002),
- Концерт за обой и симф. орк. (2003, изд. „Биладо“, Париж),
- Концерт за маримба и симф. орк. (2004 – I награда на IV интернационален конкурс за ново симф. произведение в неравноделни ритми – Пловдив),
- Концерт за пиано и симф. орк. „The Spirit of Jazz“ (2012),
- „Музикални моменти“ за две пиана и уд. Инструменти (2007),
- Пиеси за кларинет и пиано (2006, изд. „Емерсон“, Лондон).
- Концерт за комплект барабани и симф. орк. (2015)
- Концерт за виолончело и симф. оркестър (2017)
- Концерт за маримба, барабани и симф. орк. "Sketches from two worlds" (2019)
- Концерт за тромпет, тромбон и симф. орк. (2020)
- „Зодиак“ – камерно – джазова сюита за 8 инструмента (2024)
- Концерт за оркестър (2024)